# Toyota Prius
O Toyota Prius é um automóvel híbrido compacto da Toyota movido a gasolina e electricidade. O Prius virou o ícone dos automóveis híbridos e dos carros verdes em geral. Segundo a certificação da Agência de Proteção Ambiental dos Estados Unidos (EPA), o Prius 2010 é o automóvel disponível no mercado com a maior economia de combustível dos Estados Unidos. A EPA e a Comissão dos Recursos do Ar da California (CARB) certificaram o Prius como o carro mais limpo vendido nos Estados Unidos segundo suas emissões tóxicas e poluição do ar.
A primeira geração do Toyota Prius foi lançada no mercado japonês em 1997 e foi o primeiro produzido em série. Em 2001 foi lançado em outros mercados a nível mundial. A segunda geração do Prius foi lançada em 2004 e a terceira em 2009. A quarta geração do Prius convencional foi lançada no mercado japonês em dezembro de 2015, e na Europa e na América do Norte ao início de 2016.
Em 2016 o Prius é vendido 90 países e regiões, sendo o Japão e Estados Unidos os maiores mercados, com vendas acima de 1.6 milhōes em cada país. Em maio de 2008, as vendas globais do Prius atingiram a marca de um milhão de veículos, e em setembro de 2010, o Prius conseguiu vendas acumuladas de 2 milhões de unidades no mundo inteiro, e de 3 milhões em junho de 2013. Em abril de 2016, o Prius convencional é o automóvel híbrido de maior venda no mundo com um total de 3,73 milhões de unidades vendidas. A família Prius atingiu vendas globais de 5,7 milhões em abril de 2016, representando 63% dos 9 milhões de veículos híbrido vendidos pela Toyota desde 1997.
A terceira geração do Prius têm uma economia de combustível de 21,1 km por litro e emite 44% menos gás carbônico que um modelo similar a gasolina. As vendas do Prius no Brasil começaram em Janeiro de 2013. A quarta geração do Prius Prius, lançado no Brasil em junho de 2016, têm uma economia de combustível de 18,9 km/l, em cidade, e 17 km/l, em rodovias.

## Funcionamento
O Prius funciona com dois motores, um elétrico e outro à combustão. A energia proveniente da desaceleração, que seria dissipada em forma de calor, é aproveitada para alimentar o motor elétrico. No Prius da terceira geração, o condutor pode escolher quatro modos de direção: normal, em que o sistema escolhe entre os dois motores de forma automática; o EV, em que o veículo funciona no modo 100% elétrico; o ECO, em que o veículo calibra a resposta de aceleração de modo a economizar combustível; e o PWR, em que o veículo intensifica a resposta à aceleração em até 25% para otimizar o desempenho. A partida dispensa chave de ignição e pode ser feita acionando o botão Power, no painel.

## Família Prii
Em 2011 a Toyota anunciou o lançamento de um conjunto de veículos derivados do Prius, chamada de família Prii. O termo Prii foi escolhido em fevereiro de 2011 pela Toyota como o plural de Prius na língua latim, e foi selecionado a través de votação do público. Prius é uma palavra do latim que significa "antes". Segundo a Toyota, esse nome foi escolhido porque o Prius foi lançado antes da consciência ambiental se converter num conceito aceito pela maioría da sociedade. Em latim a forma plural certa de Prius é priora.
O primeiro veículo derivado do Prius convencional é o Prius Alpha lançado no Japão em maio de 2011, e chamado de Prius + na Europa e de Prius v nos Estados Unidos. O Prius v é tem maior preço mas oferece maior espaço, e foi lançado nos Estados Unidos em outubro de 2011 e na Europa em junho de 2012.
Outros modelos da família Prii que foram lançados em 2012 são o Toyota Prius Plug-In Hybrid e o Toyota Prius c, chamado de Toyota Aqua no Japão. O Prius c é de menor tamanho e menor preço que o Prius convencional, voltado a usuários mais jovens, sem filhos, que não precisam de um carro com muito espaço.

## Mercados e vendas

### Estados Unidos
Os Estados Unidos são o maior mercado do Prius, com vendas cumulativas de 1 milhão de unidades até abril de 2011, represendo quase a metade das vendas globais do Prius nessa data.
Até 2007 o Prius, como outros veículos híbridos, foi elegível a um crédito do imposto federal sobre a renda de US$3.400. Todos os modelos híbridos da Toyota deixaram de ser elegíveis quando a montadora atingiu o límite de 60.000 híbridos vendidos no país.
Em nível estadual e municipal também existem outros benefícios para os proprietários do Prius e outros veículos híbridos devidamente qualificados. Em Nova Iorque, Califórnia, Virgínia, e Flórida é permitido aos donos dos veículos híbridos a entrada nas faixas exclusivas destinadas aos veículos viajando com duas ou mais pessoas. Na Califórnia, um total de 85,250 proprietários dos três modelos híbridos elegíveis, incluindo o Prius, foram beneficiados com o uso destas faixas desde 2004 até  1º de julho de 2011, quando o benefício expirou. Além disso, várias cidades estabeleceram isenção de algumas taxas e permitem estacionamento grátis ou preferencial para os híbridos, incluindo o Prius.

### Japão
No Japão as vendas cumulativas do Prius atingiram 1 milhão de unidades em agosto de 2011. Em 2009 o Prius virou, pela primeira vez desde 1997, o veículo mais vendido do Japão. Em abril de 2016, as vendas do Prius totalizaram um total de 1.665.000 unidades no Japão.

### Brasil

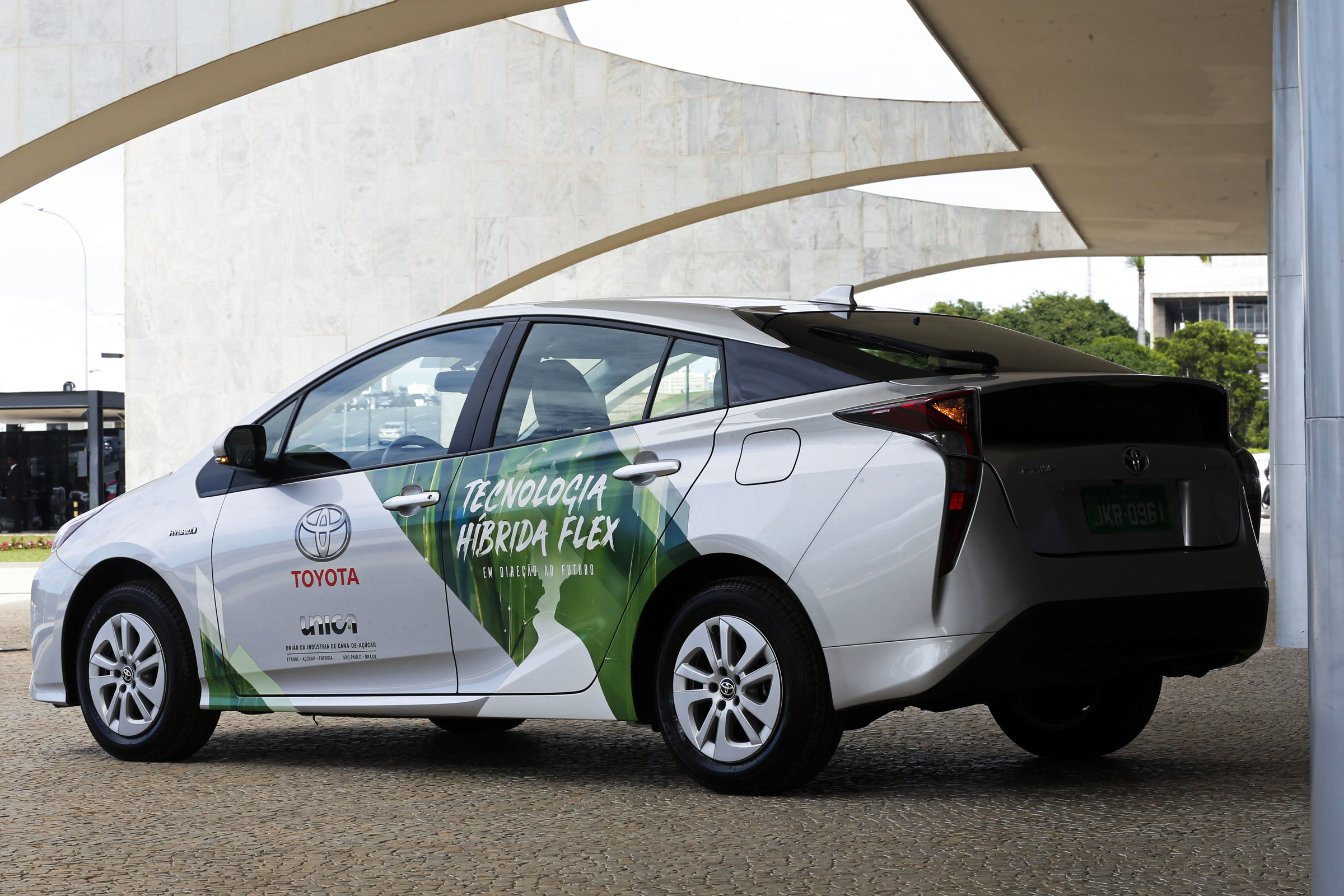
Primeiro carro híbrido flex no Brasil testado com um Toyota Prius como protótipo. Disponível a partir de 2019.

Em outubro de 2011, a Toyota anunciou o lançamento do Toyota Prius no mercado brasileiro para o segundo semestre de 2012. No entanto as vendas somente começaram em Janeiro de 2013 a um preço de R$120.830 e, até abril daquele ano, cerca de 100 Prius foram vendidos. Em março de 2015, o Prius estava disponível em versão única importada do Japão por um preço sugerido R$ 114.350.
A Toyota explicou que, além da falta de incentivos fiscais, o atraso na entrada no mercado brasileiro foi devido à exigência do aperfeiçoamento tecnológico do Prius para que possa rodar nas ruas brasileiras com álcool em seu tanque. Foi necessário adaptar a engenharia do híbrido para a mistura de 25% de etanol usada na gasolina brasileira.
Desde janeiro de 2013, quando a Toyota decidiu importá-lo do Japão, até março de 2016, um total de 673 unidades foram vendidas. Mais 83 unidades foram vendidas em abril de 2016 para um total de 756 Prius vendidos no Brasil.
A quarta geração do Prius foi lançada no Brasil em junho de 2016, a um preço de R$119.950, em versão única. O novo Prius é o automóvel mais econômico disponível no mercado brasileiro: gasta 18,9 km/l na cidade e 17 km/l em rodovias.

## Galeria famíla Prii

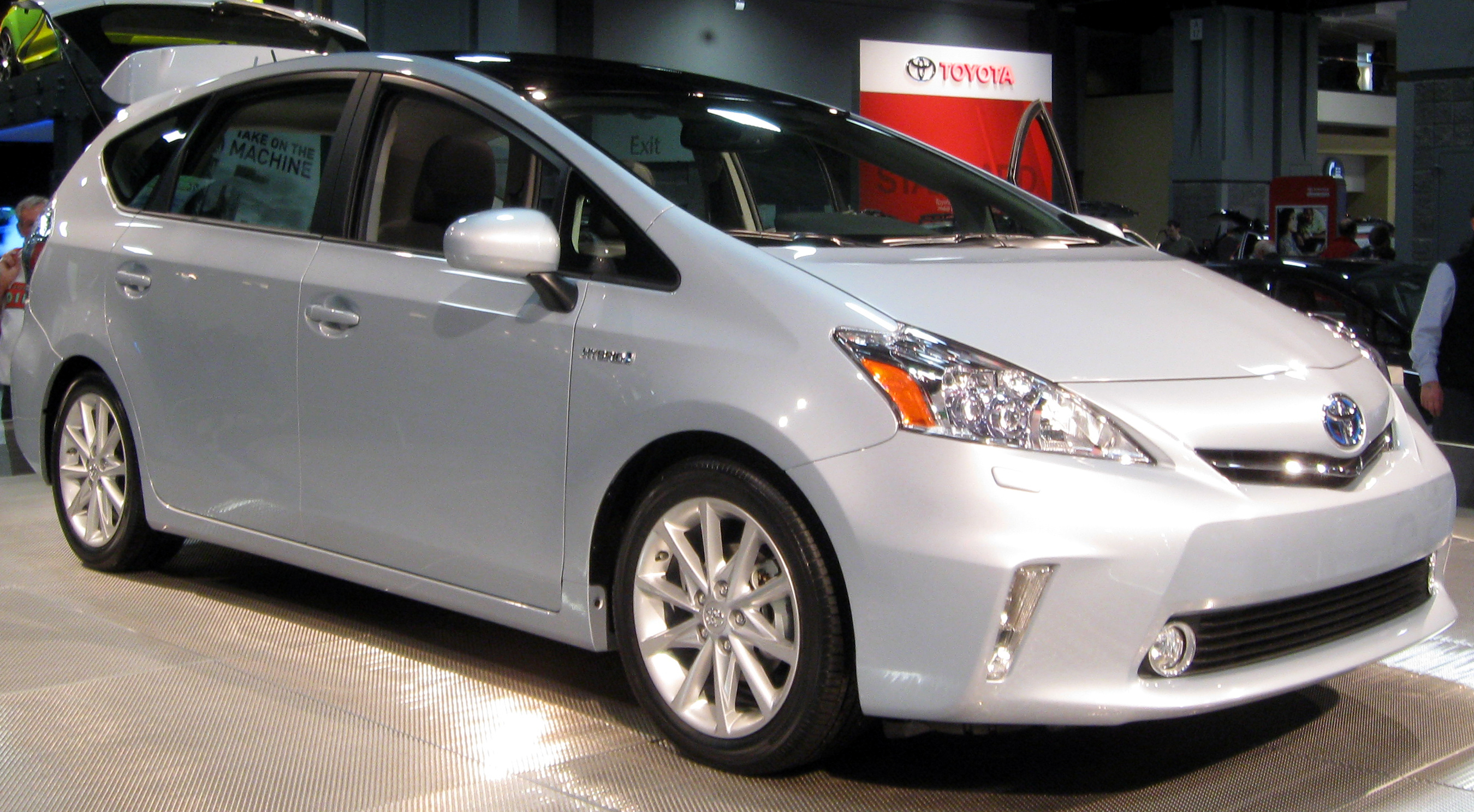
Toyota Prius Alpha, chamado de Prius v na América do Norte e Prius + na Europa.
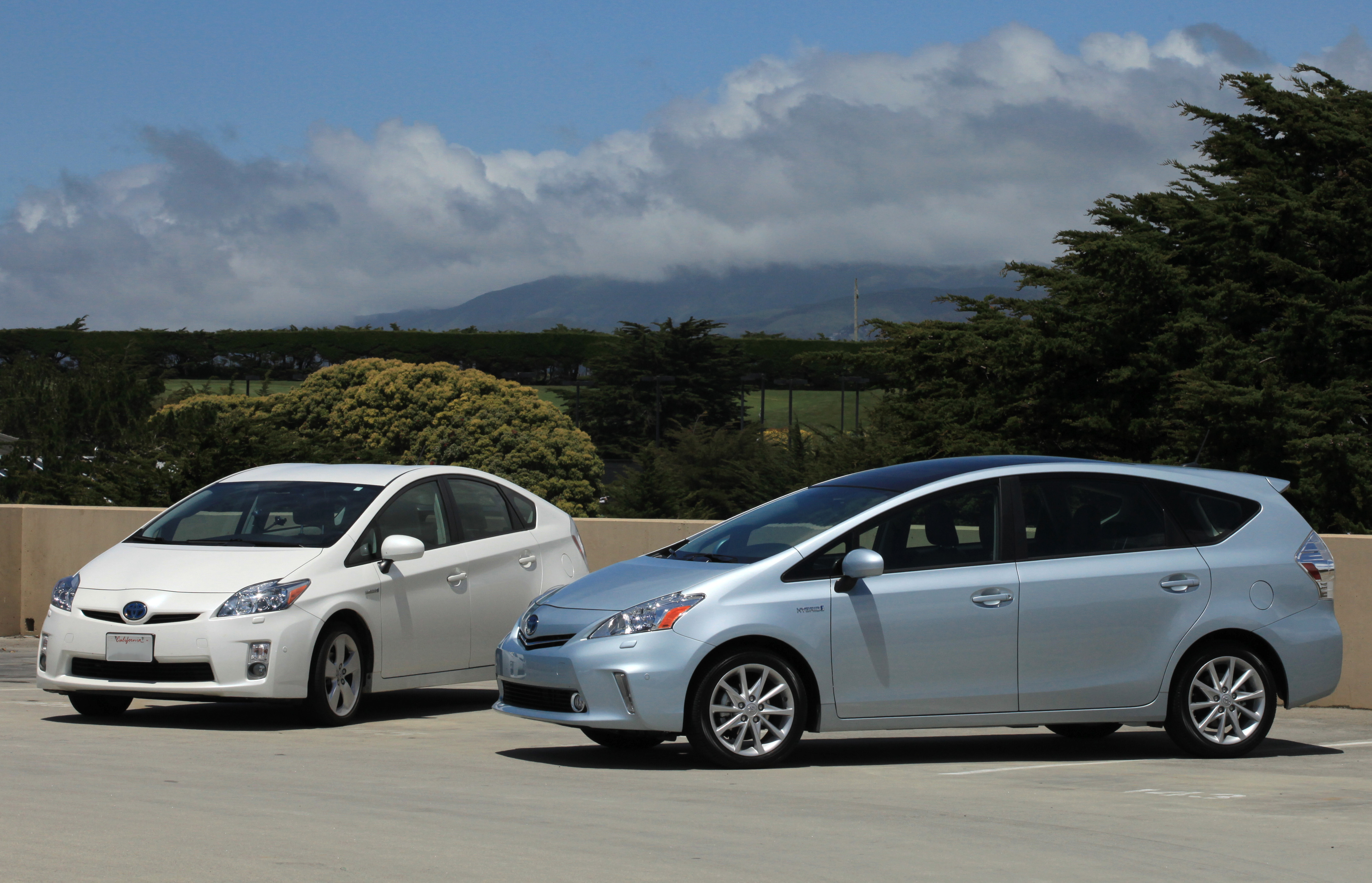
O Prius convencional comparado com o Prius v
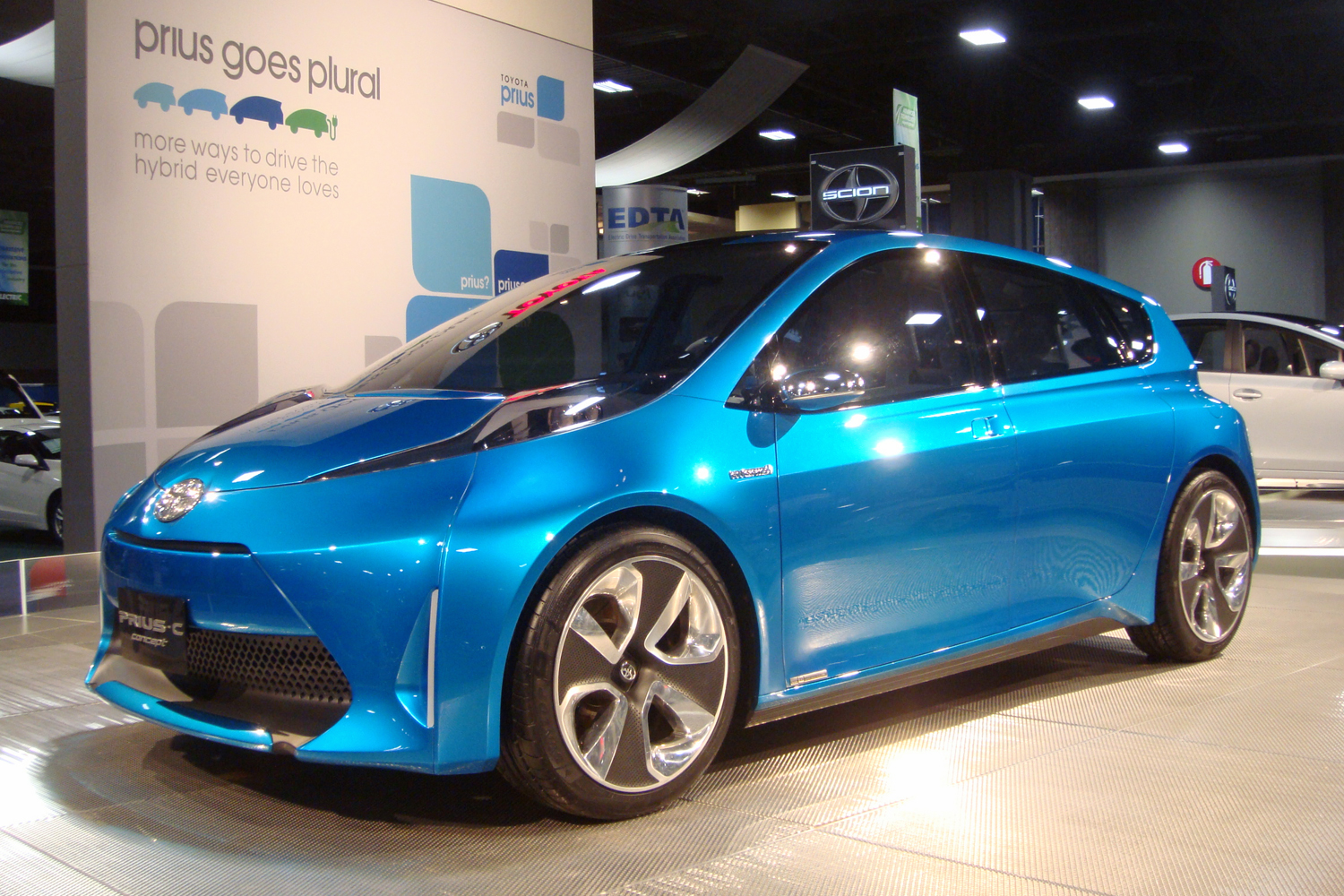
Toyota Prius c exibido  no Salão do Automóvel de Washington D.C. de 2011
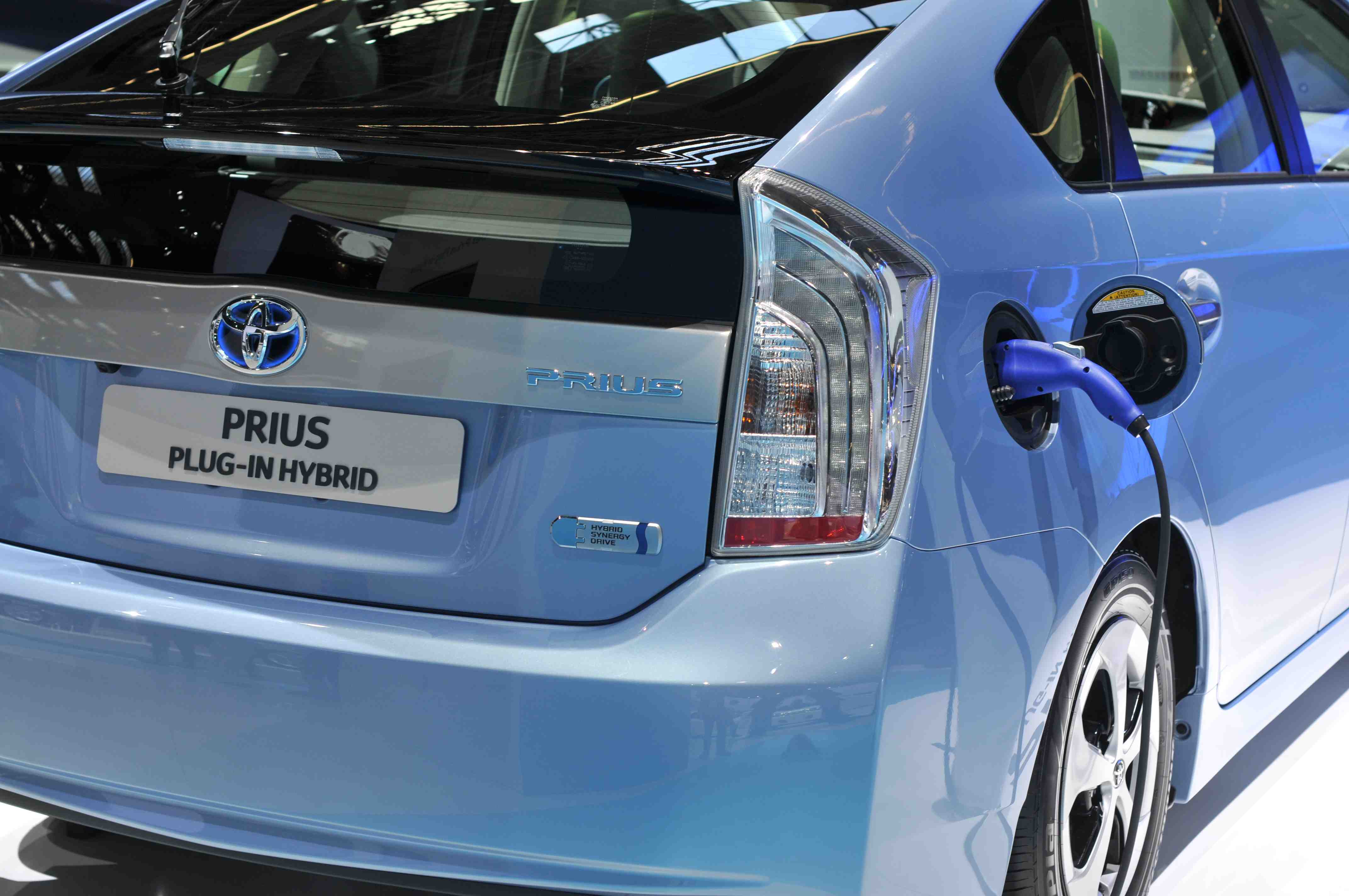
Toyota Prius Plug-In Hybrid apresentado no Internationale Automobil-Ausstellung (IAA) de Frankfurt em 2011
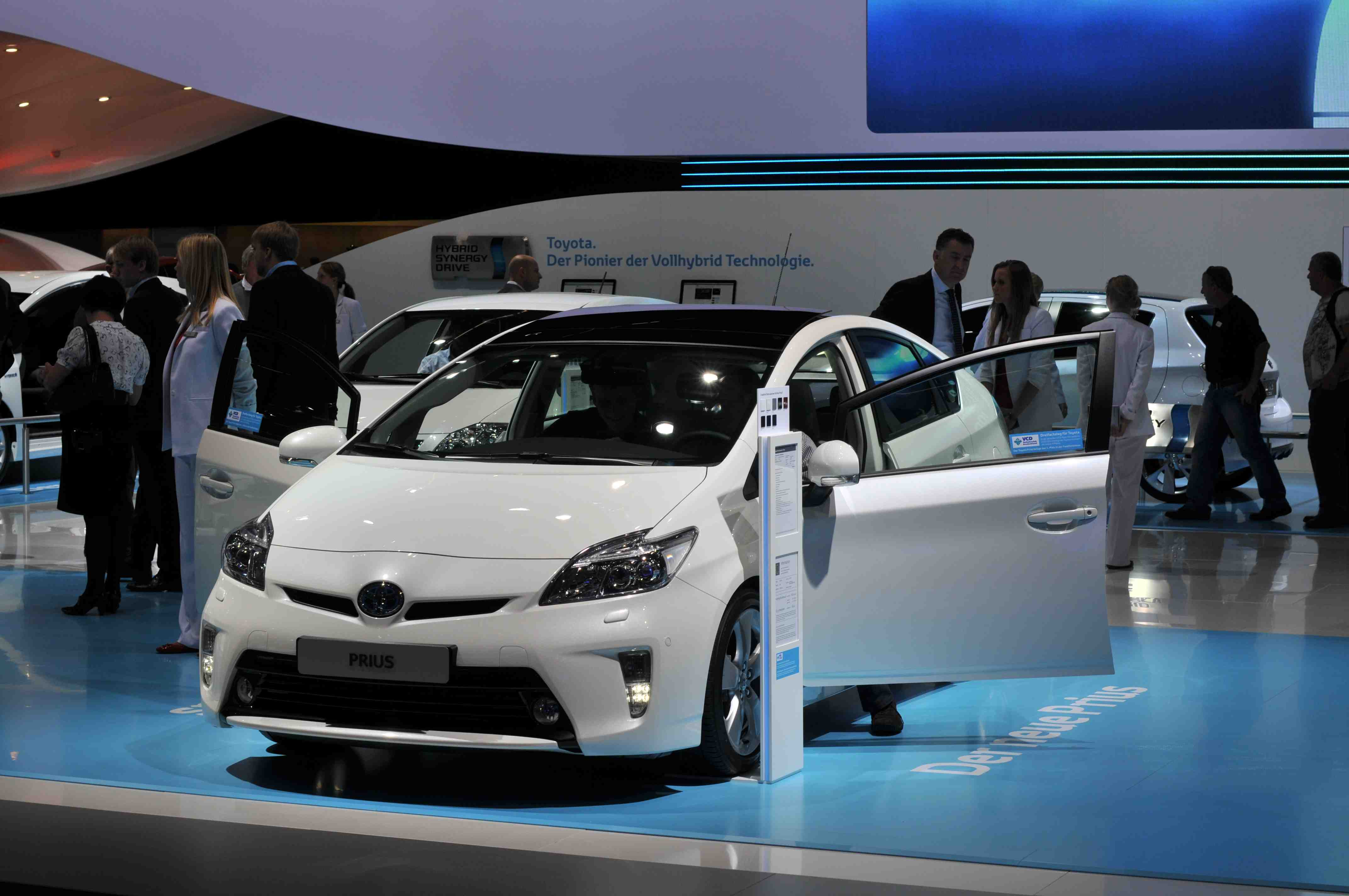
O Prius modelo 2012, com linhas exteriores melhoradas, foi apresentado no IAA de Frankfurt em 2011
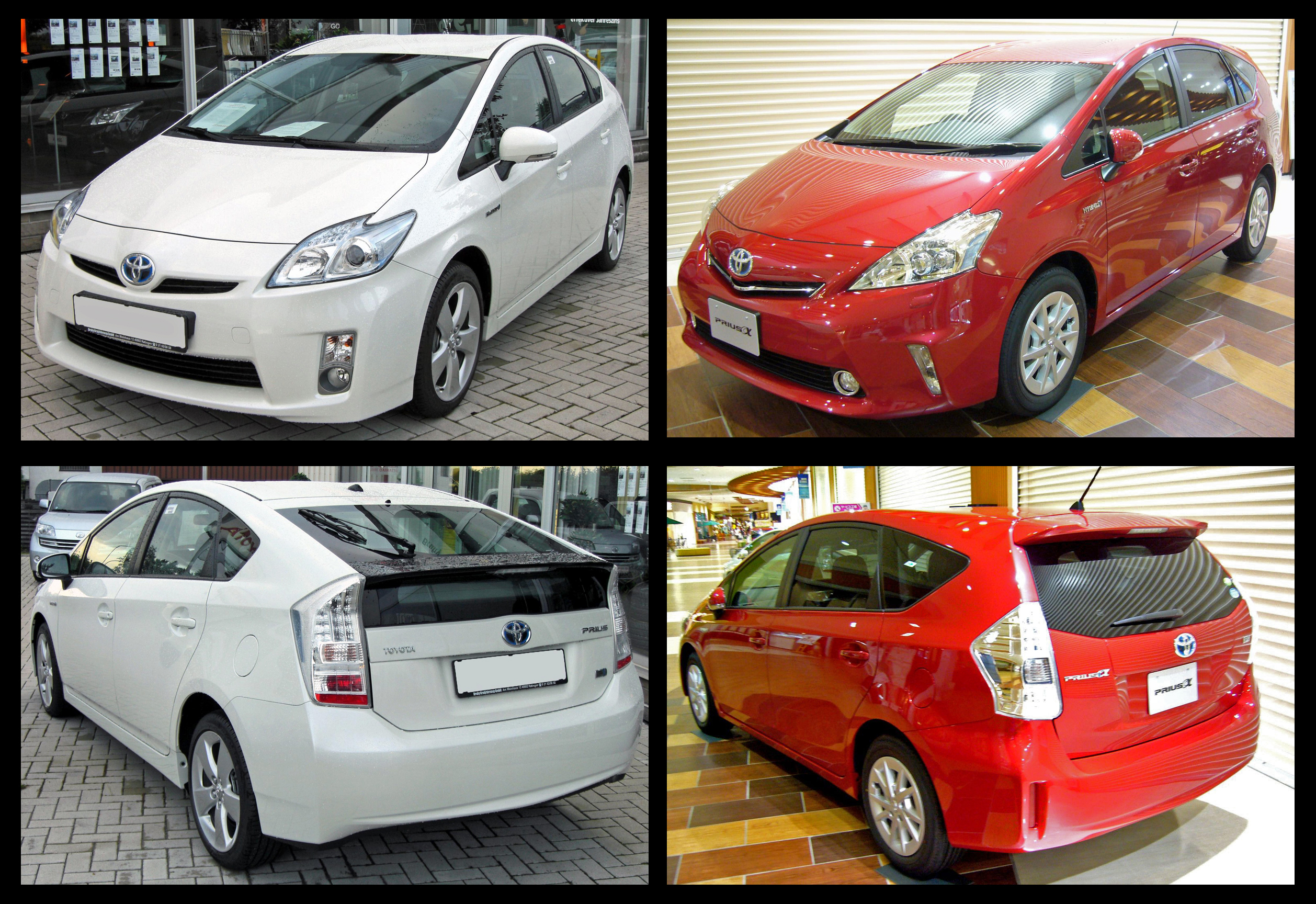
Prius v comparado com Prius original